# Nan (by)
|  | For andre betydninger, se Nan |
Nan (thai: น่าน) er en by i det nordlige Thailand ca. 668 km nord for Bangkok. Indbyggertallet udgør ca. 24.000. Byen er administrativt centrum i provinsen af samme navn. Byen ligger på østbredden af floden Nan. 
Den gamle bydel, hvor nationalmuseet og en række andre turistattraktioner er placeret er under ombygning og restaurering. 

## Eksterne links
- Rejseinformation på Wikivoyage (engelsk)
- Side om provinsen fra Thailands turistbureau Arkiveret 10. december 2005 hos  Wayback Machine

18°47′21″N 100°46′36″Ø / 18.7893°N 100.7766°Ø